# Heil- und Mineralquellen Germete

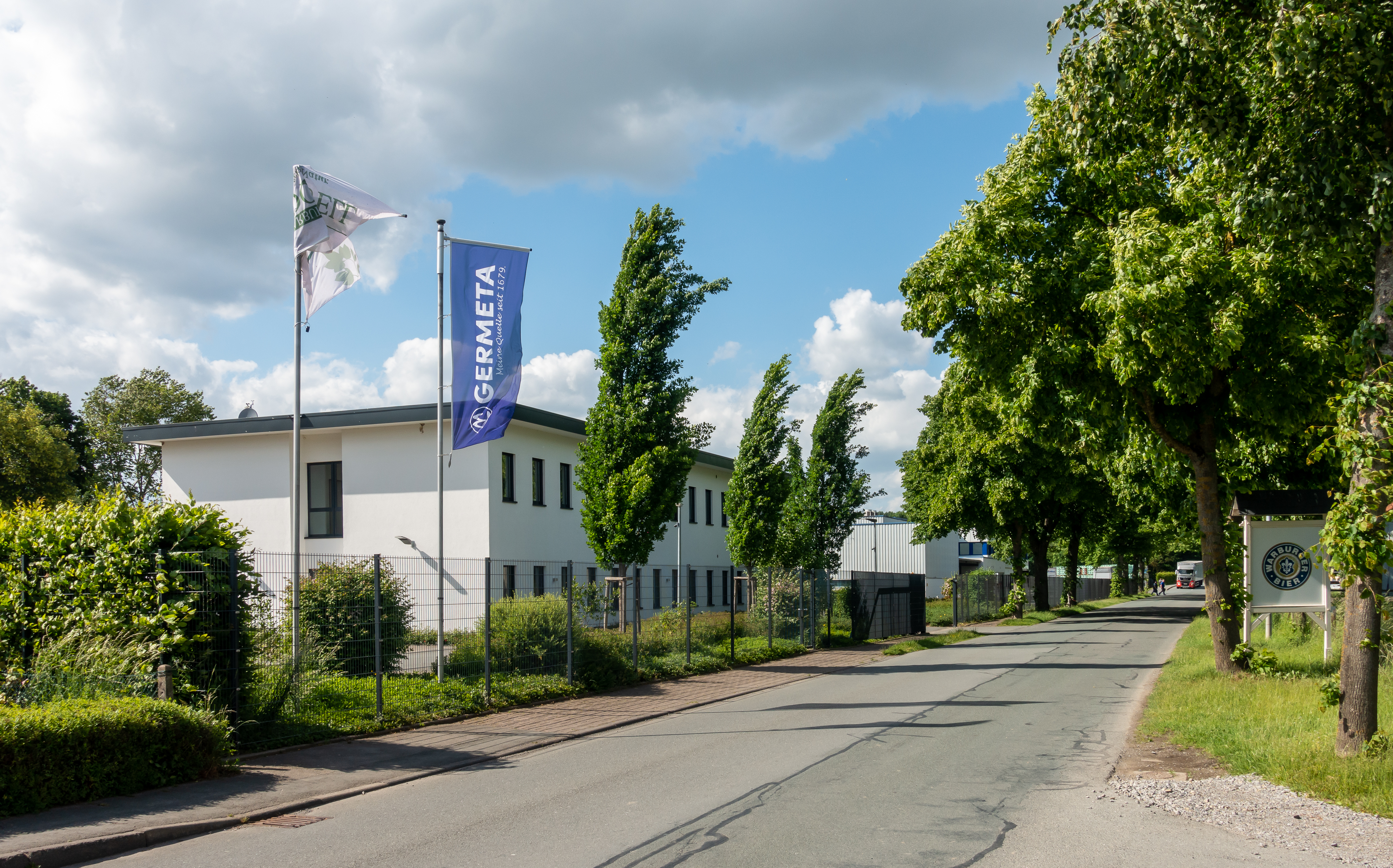
Firmensitz in Warburg-Gemete

Die Mineralquellen Germete GmbH mit Sitz im Warburger Stadtteil Germete im Kreis Höxter ist ein zur Krombacher-Gruppe gehörendes deutsches mittelständisches Unternehmen der Mineralwasser- und Getränkeindustrie.

## Unternehmen
Mit knapp 200 Mitarbeitenden werden über 280 Mio. Liter Mineralwasser und Erfrischungsgetränke hergestellt und vertrieben. Damit gehört das Unternehmen zu den 20 Führenden in der Rangfolge der über 200 Mineralbrunnenbetriebe in Deutschland. Das Unternehmen verfügt über zwei Glas- und drei moderne PET-Anlagen. In diesen werden die Getränke in Mehrwegflaschen aus Glas und PET sowie auf zwei Anlagen PET-Einwegflaschen abgefüllt und vertrieben. Mit den Marken GERMETA, Warburger Waldquell, Aqua Frisch und H2Ola werden alle relevanten Marktbereiche abgedeckt. Große Lagerkapazitäten sorgen für eine ständige Warenverfügbarkeit.
Im Juli 2022 hat die Krombacher Brauerei mitgeteilt, dass die Mineralquellen Germete GmbH zum 1. August 2022 übernommen werden soll. Hintergrund dürfte sein, dass die Krombacher Brauerei seit 2006 die Vertriebsrechte für Schweppes und Orangina in Deutschland und Österreich besitzt, aber über keine eigenen Anlagen verfügt, um diese abfüllen zu können. Man ist daher auf Lohnabfüller angewiesen, was sich nun ändern soll. Die regionalen Mineralwassermarken der Mineralquellen Germete GmbH und die Lohnabfüllung für Lebensmitteleinzelhändler sollen weitergeführt werden. Die Übernahme wurde am 9. Juni 2022 unter B4-78/22 beantragt. Das Bundeskartellamt hat am 1. Juli 2022 die Freigabe erteilt.

## Brunnen
Das hier verarbeitete Wasser wird aus zwölf Quellen zu Tage gefördert. Von den Brunnen befinden sich nur zwei direkt auf dem Werksgelände, ein weiterer liegt etwa 300 m außerhalb vom Werk und die restlichen Brunnen liegen innerhalb eines Radius von etwa zwei bis drei Kilometern. Es sind nicht immer alle Brunnen gleichzeitig aktiv. Die „Arnoldiquelle“ befindet sich auf dem Asseler Feld südlich von Rimbeck und hat eine Tiefe von 252 Metern. Das hier ab Oktober/November 2012 zu Tage geförderte Wasser wird mittels einer 4,2 Kilometer langen Pipeline zum Werk transportiert und liegt damit am weitesten vom Werk entfernt.

## Produkte
- Mineralwasser:
  - Germeta (Classic, Medium, Still)[5]
  - Warburger Waldquell (Classic, Medium, Still)[6]

- Limonaden und Erfrischungsgetränke:
  - Germeta (Orange, Zitrone, Apfel, ACE, ISO-Sport)[5]
  - Warburger Waldquell (Apfelschorle, Orange, Zitrone)

Das Unternehmen ist Inhaber von insgesamt 19 Marken, darunter sind auch Marken, wie z. B. Graf-Dodiko-Quelle oder Diemeltaler, die nur von Handelsmarken wie Rewe und Edeka angeboten werden.